# Campionati del mondo di ciclismo su pista 2020 - Scratch femminile
La gara di scratch femminile ai Campionati del mondo di ciclismo su pista 2020 si è svolta il 26 febbraio 2020.

## Podio
| Pos.    | Atleta           | Nazionalità |
| ------- | ---------------- | ----------- |
| Oro     | Kirsten Wild     | Paesi Bassi |
| Argento | Jennifer Valente | Stati Uniti |
| Bronzo  | Maria Martins    | Portogallo  |

## Risultati
40 giri (10 km).
| Posizione | Atleta                 | Nazione       | Gap in giri |
| --------- | ---------------------- | ------------- | ----------- |
| 1         | Kirsten Wild           | Paesi Bassi   |             |
| 2         | Jennifer Valente       | Stati Uniti   |             |
| 3         | Maria Martins          | Portogallo    |             |
| 4         | Laura Kenny            | Gran Bretagna |             |
| 5         | Martina Fidanza        | Italia        |             |
| 6         | Olivija Baleišytė      | Lituania      |             |
| 7         | Anita Stenberg         | Norvegia      |             |
| 8         | Irene Usabiaga         | Spagna        |             |
| 9         | Victoire Berteau       | Francia       |             |
| 10        | Alžbeta Bačíková       | Slovacchia    |             |
| 11        | Alexandra Manly        | Australia     |             |
| 12        | Palina Pivavarava      | Bielorussia   |             |
| 13        | Łucja Pietrzak         | Polonia       |             |
| 14        | Aline Seitz            | Svizzera      |             |
| 15        | Amber Joseph           | Barbados      |             |
| 16        | Lena Charlotte Reißner | Germania      |             |
| 17        | Kateřina Kohoutková    | Rep. Ceca     |             |
| 18        | Rinata Sultanova       | Kazakistan    |             |
| 19        | Anastasia Chulkova     | Russia        |             |
| 20        | Huang Zhilin           | Cina          |             |
| 21        | Lydia Gurley           | Irlanda       |             |
| 22        | Kie Furuyama           | Giappone      |             |
| 23        | Verena Eberhardt       | Austria       |             |